# Marjińska (gmina)
Marjińska (początkowo Maryjska; od 1926 Dziewiątkowicze) – dawna gmina wiejska w woj. nowogródzkim II Rzeczypospolitej (obecnie na Białorusi). Brak informacji o lokalizacji siedziby gminy.
W okresie międzywojennym gmina Maryjska należała do powiatu słonimskiego w woj. nowogródzkim. 17 lutego 1926 roku gminę Marjińska przemianowano na gmina Dziewiątkowicze.